# 貝沃河 (伍珀河支流)
51°8′32.32″N 7°21′13.42″E / 51.1423111°N 7.3537278°E

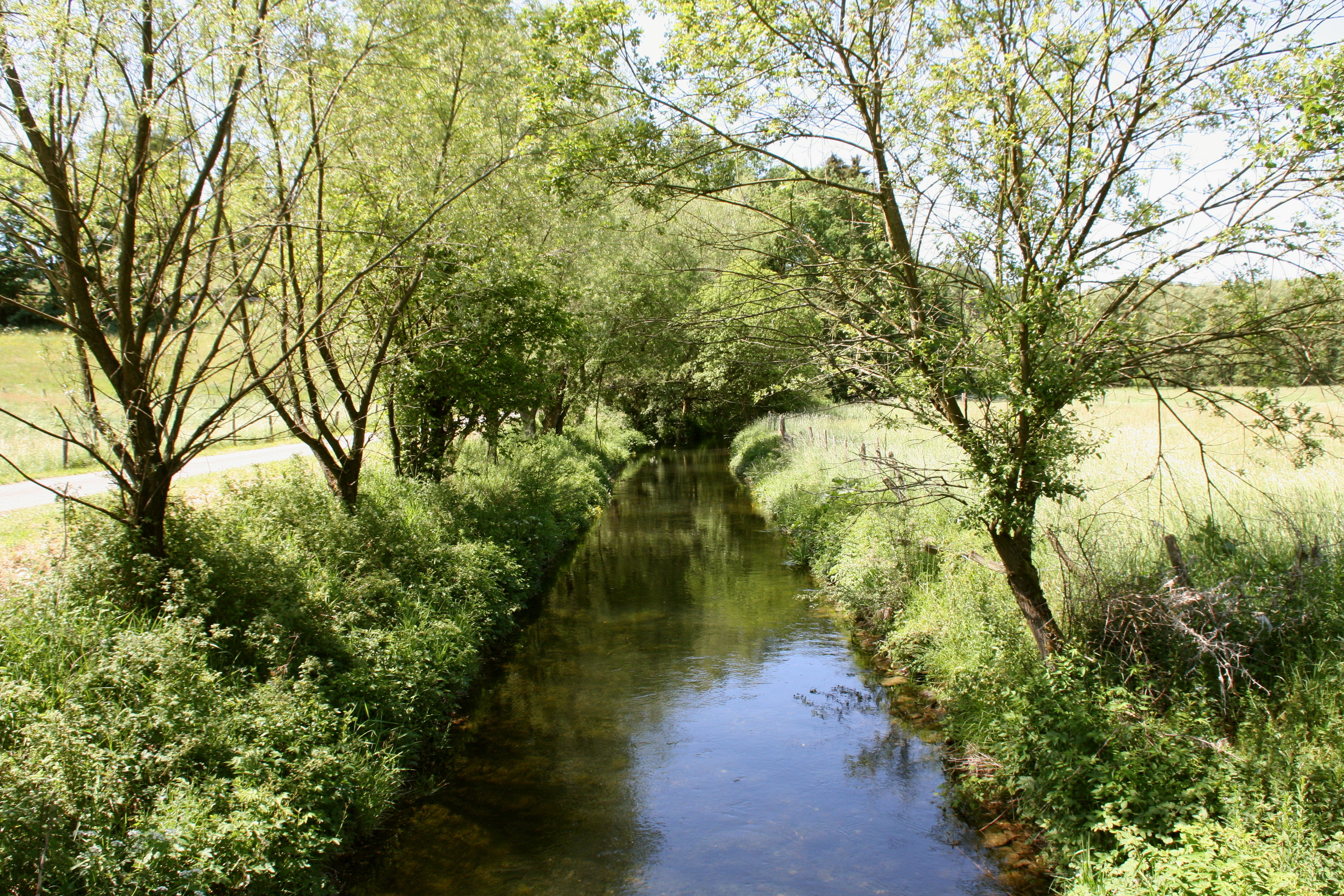

貝沃河（德語：Bever），是德國的河流，位於該國西部，處於北萊茵-威斯特法倫州，屬於伍珀河的右支流，河道全長10公里，流域面積27平方公里，河口處在許克斯瓦根。